# Mick Harvey
Michael John "Mick" Harvey, född 29 augusti 1958 i Rochester i Victoria, är en australisk musiker, sångare, kompositör och musikproducent.
Mick spelar gitarr, synt och trummor men även till exempel orgel, basgitarr, hammondorgel och slagverk. 
Mick träffade Nick Cave när de bägge gick på högstadiet i Australien. Tillsammans bildade de The Boys Next Door ihop med Phill Calvert och Tracy Pew. Senare tillkom även Rowland S. Howard. 1980 flyttade bandet till London och bytte namn till The Birthday Party. Två år senare flyttade man till Västberlin. Bandet splittrades strax därefter. Harvey blev kvar i Tyskland och nybildade bandet Crime & The City Solution ihop med Simon Bonney. Han spelade även i Howards band, These Immortal Souls.
Mick Harvey var en av ursprungsmedlemmarna i Nick Cave & The Bad Seeds, där han tjänstgjorde som Nick Caves högra hand under 25 år. I januari 2009 lät han meddela att han skulle lämna The Bad Seeds. Han ersattes snart med Ed Kuepper.
Harvey har släppt sju soloalbum: Four (Acts of Love) (2013), Sketches from the Book of the Dead (2011), Three Sisters – Live at Bush Hall (2008), Two of Diamonds (2007), One Man's Treasure (2005), Pink Elephants (1997) samt Intoxicated Man (1995). Utöver detta har han samarbetat med bland andra PJ Harvey, Anita Lane och Die Haut. Han har även gjort soundtrack till ett flertal filmer.